# بولي أمينوبروبيل بيجوانيد
بولي أمينوبروبيل بيجوانيد ( PAPB )( بالإنجليزية Polyaminopropyl biguanide) هو مطهر و مادة حافظة تستخدم لتطهير الجلد و في محاليل تنظيف العدسات اللاصقة .  وهو أيضًا عنصر في العديد من مزيلات العرق للجسم.  وهو عبارة عن بوليمر أو قليل القسيم حيث ترتبط مجموعات البيجوانيد الوظيفية بواسطة سلاسل هيدروكربون البروبيل. PAPB مبيد للجراثيم على وجه التحديد بتركيزات منخفضة جدًا (10 mg/L) وهو أيضًا مبيد للفطريات .

## نشاطه كمضاد حيوي
له طريقة عمل فريدة من نوعها: حيث يتم دمج خيوط البوليمر في غشاء الخلية البكتيرية، مما يعطل عمل الغشاء ويقلل من نفاذيته، مما يكون له تأثير مميت على البكتيريا. ومن المعروف أيضًا أنه يرتبط بالحمض النووي البكتيري، ويغير نسخه، ويسبب تلفًا مميتًا للحمض النووي. 

## استخدامه كمطهر
تُباع محاليل مركب بولي أمينوبروبيل بيجوانيد PAPB لاستخدامها كمحلول مطهر عام ليتم تطبيقه على الجلد. وبما أنه ليس سامًا للخلايا ، فيمكن تطبيقه مباشرة على الجروح.  كما أنه لا يسبب تهيجًا مثل المطهرات التقليدية مثل الكحول ( الإيثانول والأيزوبروبانول ) والمؤكسدات ( اليود ).

## استخدامه في محلول العدسات اللاصقة
تم تسجيل براءة اختراع لمحلول العدسات اللاصقة الذي يحتوي على بولي أمينوبروبيل بيجوانيد مع محلول البورات.  يعمل المحلول كمطهر ومادة حافظة وله نطاق واسع من نشاط مبيد الجراثيم والفطريات بتركيزات منخفضة مقترنة بسمية منخفضة جدًا عند استخدامه مع العدسات اللاصقة اللينة. 

## أنظر أيضا
- مقاومة مضادات الميكروبات
- بوليهيكسانيد ، وهو مطهر ذو صلة بالبيجوانيد
- كلوريد البنزالكونيوم
- كلوريد الستيرالكونيوم  [لغات أخرى]‏
- حمض الأسيتيك الإيثيلي الدياميني
- التريكلوسان
- الثيومرسال